# IC 883
IC 883 = Arp 193 ist eine irreguläre Galaxie vom Hubble-Typ Im/P im Sternbild Jagdhunde am Nordsternhimmel. Sie ist schätzungsweise 314 Millionen Lichtjahre von der Milchstraße entfernt und hat einen Durchmesser von etwa 75.000 Lichtjahren.
Da die Galaxie zwei weit ausschweifende Arme besitzt, geht man davon aus, dass sie vermutlich das Resultat der Verschmelzung zweier Galaxien ist. Sie zeigt eine starke Sternentstehung, sie gehört zu den Starburstgalaxien und ist sehr hell im Infraroten Licht. Das Spektrum ihres Kerns weist Emissionslinien von schwach ionisierten Atomen auf (es handelt sich um eine sogenannte LINER-Galaxie). 
Halton Arp gliederte seinen Katalog ungewöhnlicher Galaxien nach rein morphologischen Kriterien in Gruppen. Diese Galaxie gehört zu der Klasse Galaxien mit schmalen Filamenten.
Die Supernovae SN 2010cu und SN 2011hi (Typ II) wurden hier beobachtet.
Das Objekt wurde am 1. Mai 1891 vom österreichischen Astronomen Rudolf Spitaler entdeckt.